# イベリア軌間

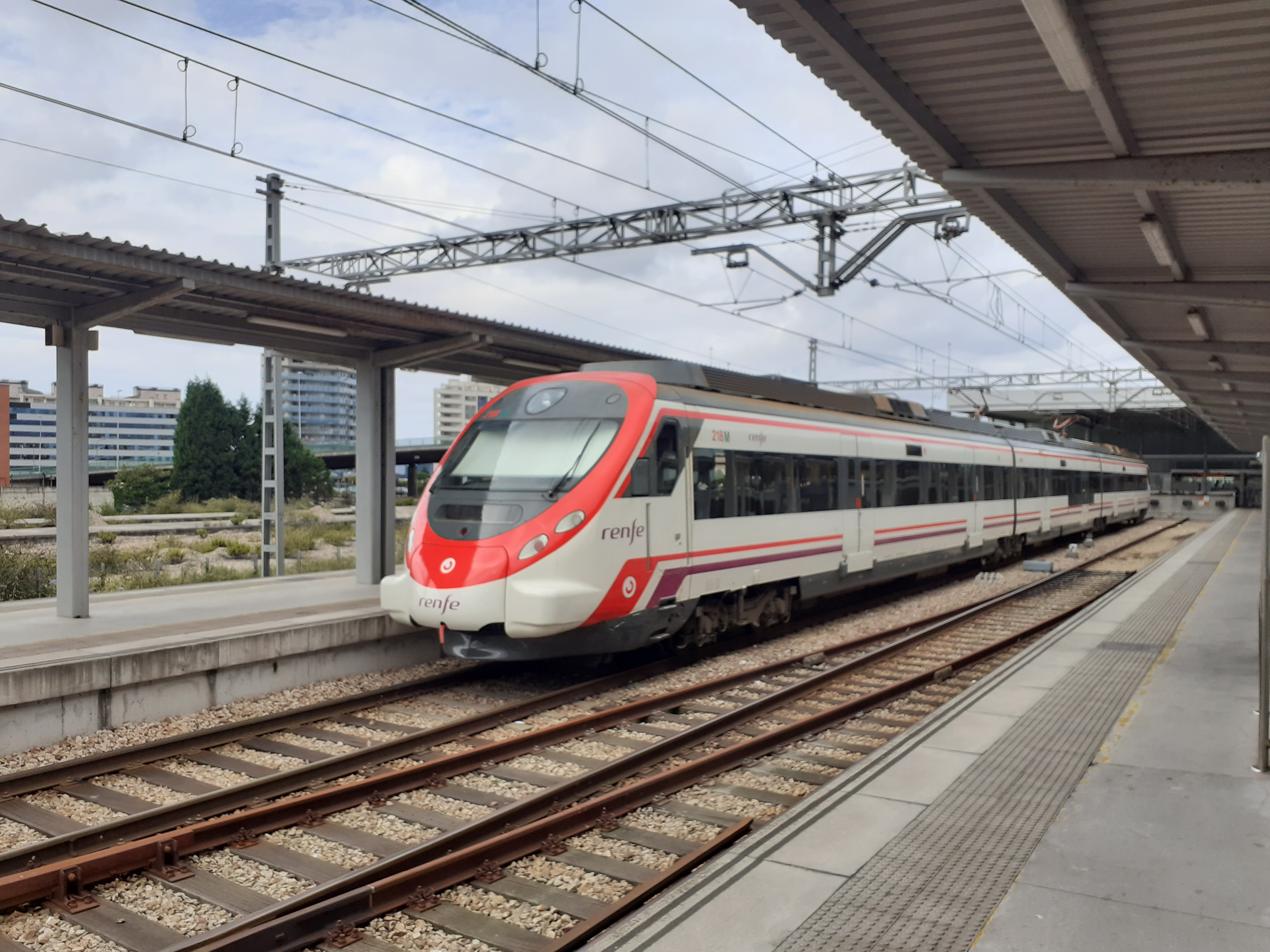
イベリア軌間の路線を走行する列車 (ヒホン駅にて)

慣例により、軌間は線路を構成する2つのレールの内側面の間の距離として定義され、レールの走行面から14 mm下で測定される

現在のイベリア軌間路線を示したスペインの地図。赤線は営業休止中

イベリア軌間とは、2本のレールの内側の幅（軌間）が1668mmのもの、および伝統的な6カスティーリャフィートとその亜種である。イベリア半島、特にスペインやポルトガルの特徴的な軌間である。ヨーロッパ大陸の鉄道で多数派を占める標準軌より233mm軌間が広く、イベリア半島の複雑な地形で機関車の安定性を損なうことなく、速度を上げるために採用された。
標準軌より広い軌間の導入は、フランスへの鉄道輸送において国境での乗客の乗り換えや貨物の積み替えが不可欠となり、長年にわたってスペインとポルトガル間以外の陸続きのヨーロッパ諸国との経済関係を妨げ、深刻な問題となっていた。しかし、スペインはオランダやバーデン公国（現ドイツの一部）のように改軌することはなく、ベルン国際会議（1886年）での合意後も、イベリア軌間を引き続き採用した。しかし、この問題は1960年代後半に初めて導入された軌間可変により、部分的に緩和された。
現在も、イベリア半島の主要鉄道線ではイベリア軌間が引き続き使用されている。ただし、AVE（スペイン高速鉄道）などの高速鉄道は例外で、標準軌を採用している。2006年12月31日、11823kmのイベリア軌間の路線がADIF（スペイン鉄道インフラ管理機構）に登録され、一方、2601 kmの路線がREFER（ポルトガル鉄道ネットワーク。2015年Estradas de Portugalと合併によりInfraestruturas de Portugalとなる）によって管理されている。
インド軌間（1676 mm軌間または5フィート6インチ軌間）との軌間差はわずか8mmのため、鉄道車両における互換性が存在する。その主な例として、1990年代から2000年代にかけて、チリとアルゼンチンはスペインとポルトガルで使用されていたイベリア軌間の車両を中古で購入した。

## 歴史

### スペインにおける鉄道導入の研究

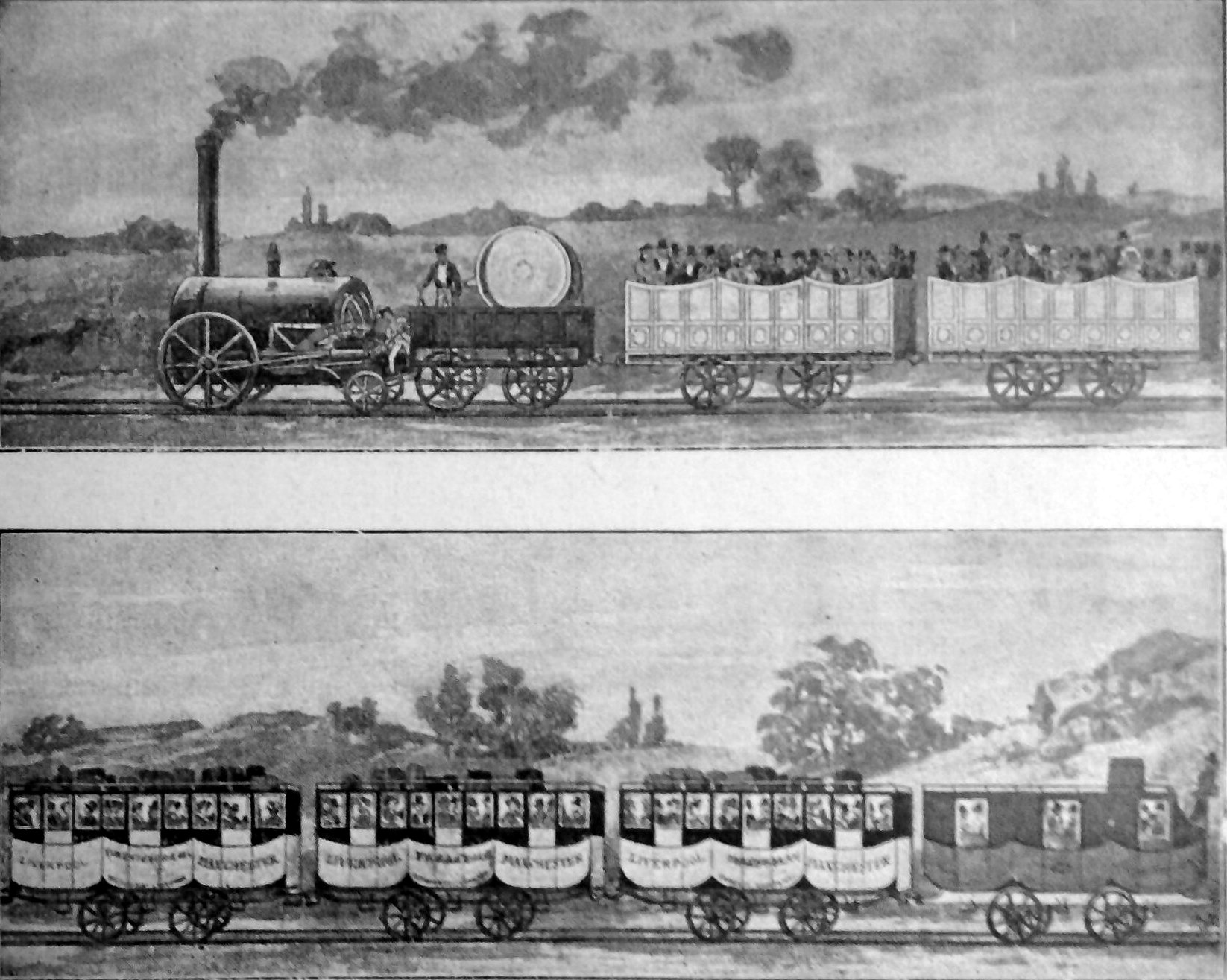
1830年にイギリスにてリバプールとマンチェスターを結ぶ路線が開業し、ヨーロッパの他の地域に大きな影響を与えた

鉄道の導入はフランス、ドイツ、イギリスなどの国に社会的および経済的利益をもたらしたが、スペインの政治家たちは当初それらに無関心であった。第一次カルリスタ戦争が終了すると、一連のニュースやレポートなどがスペインに届き、ヨーロッパ諸国での鉄道の導入の結果と進展が報告された。これにより、スペインの鉄道の建設に関して肯定的な意見が出された。
しかし、フランス人技師がスペイン政府に提案したマドリードとカディス港を結ぶ鉄道建設案は、スペインの政治家たちに疑問を抱かせる内容であった。そのプロジェクトの規模は、鉄道の分野で以前にスペイン国内で策定され、実行されていたものを超えていたため、この問題についてより明確な政策を採用するよう政府に促した。このようにして、当時内務省の責任者であったペドロ・ホセ・ピダルは、カディス線の提案を研究するために道路総局に委託し、技術的な問題や資金調達の研究を命じた。
国の調査要求を満たすために、ファン・スベルケースを委員長とする委員会が設立された。この委員会には、技師であるホセ・スベールケースとカリックス・デ・サンタクルスも加わっていた。委員会の熱心な取り組みにより、スペインの鉄道の建設と資金調達に関する最初の技術文書が1844年に発行された。その文書は、委員長の名にちなんでスベルケースレポート（Subercase Report）として知られている。そして、このレポートでスペインの鉄道ネットワークの軌間は6カスティーリャフィート（メートル法で1672mm）とされた。

### スベルケースレポートの議論

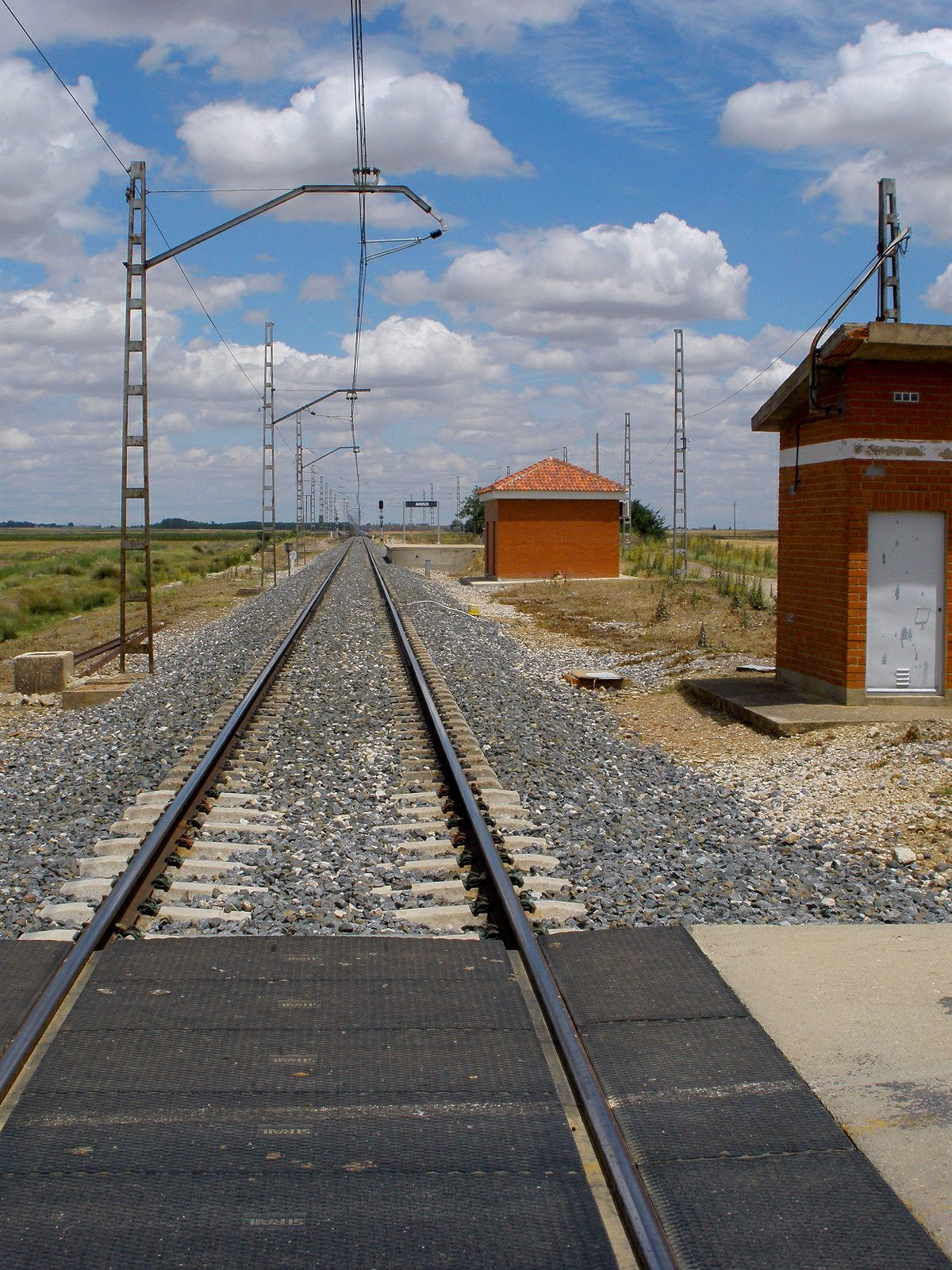
イベリア軌間の線路(バレンシア・アムスコ)

スベルケースレポートによって提唱された1672mm軌間は、現在では古いイベリア軌間として知られている。1672mm軌間での鉄道建設の決め手は、主にイベリア半島の地形の険しさという点と、ヨーロッパ諸国、特にロシアとイングランドで比較的広い軌間での鉄道建設が進められている傾向にあるとの2つの点であった。
委員会のメンバーは、スペインが山岳国であることを認識していたため、路線の起伏を克服できるような強い力を発揮する蒸気ボイラーの大きい機関車が通過できるように、通常より軌間の広い線路を設置することを提唱した。軌間の拡大に加えて、1/10の最大勾配や280メートルの最小曲線半径など他の助言も集められた。
1672mm軌間の採用は、スペインの地形を克服するための技術的な理由だけでなかった。当時のヨーロッパ諸国では、より広い軌間の鉄道を建設する傾向があった。ロシアやイギリスなどの先進国の事例を観察していたスベルケースは、ヨーロッパ大陸の鉄道の軌間が1435mmを超える傾向が今後も継続すると考え、提案通り1672mm軌間で鉄道を建設すれば、スペインがこの新しい傾向の先頭に立つことになり、やがて他のヨーロッパの国々と同等になるだろうと述べた。
鉄道史家のジェスス・モレノによると、委員会のメンバーは道路技術者であり、国を離れていなかったので、鉄道をよく知らなかったという。彼らの知識は書籍で得た理論的なものであり、不完全なものであった。彼らは英語を知らず、情報源はもっぱらフランスのものを使用していたという事実に加えて、その情報源は時代遅れだったため、客観性や現実性に問題があった。
スペインの鉄道が他のヨーロッパの鉄道と異なる軌間を採用したのは、委員会のメンバーであった技術者たちが説明した通り、技術上の理由であった。にもかかわらず、政治的・軍事的な戦略であったという、まったく真実ではない考えが広まっていた。当時のスペインは「聖ルイの十万の息子たち」の介入からわずか20年、ナポレオンの侵攻から3年しか経過しておらず、多くの人々は他国の征服から国を守るための策略と考えていた。すなわち、他のヨーロッパ諸国の鉄道と異なる軌間を採用することで、軍の部隊を移動させることが困難になり、戦争の円滑な進行に不可欠な作業を妨げる可能性を予測していたのである。なお、後の第二次世界大戦において、ドイツ軍はソビエト連邦に侵攻する前に28700kmの線路の狭軌化を行った。侵攻を防ぐ場合は、トンネルや橋の通過を妨げる狭軌の線路を設置することが好ましいとされる。さらに、1855年の陸軍大臣ロス・デ・オラノは、この問題については中立であり続けるとした。ジェスス・モレノは、モンテベルデ准将の言葉以外にこの動機についてのほかの言及は見つからず、そのモンテベルデ准将の言葉は1850年のものであった(1856年の公共事業報告書付録第57条)。

### 技術仕様の統合
この報告が1844年11月2日にマドリード官報で発表された後、同文書の仕様は同年12月31日の勅令により承認された。こうして、スペインの歴史の中で初めて、スペイン国内の鉄道に関する技術的な条件が確立された。
1851年12月6日、当時の公共事業大臣マリアーノ・ミゲル・デ・レイノソが推進した法案が下院に提出された。その法案の中で、将来建設される鉄道の軌間は、ロシアの線路で使用されているのと同じ1510mm（5.43カスティーリャフィート）にすべきであると述べられていた。この主張は、これまでに構築されたスペインの鉄道ネットワークの均一性を破れることを意味するだけでなく、ヨーロッパ大陸で広く使用されている標準軌との接続もできなくするものであった。
ヨーロッパで認められたエンジニアに相談した後、従来の6カスティーリャフィート軌間を見直す発案は脇に置かれることとなった。だが、同じブラボームリーリョ政権で、線路の軌間を変える新しい試みが出てきたことはあまり知られていない。1853年4月28日勅令によって、イベリア軌間の存続が再び確認された。
1855年6月5日の鉄道に関する一般法の公布と施行により、スペインの鉄道の軌間は6カスティーリャフィートであると法的に決められた。イサベル2世によって認可されたその法律は、第30条(1)に「車軸の内側の端の間は1メートル67センチメートル(6カスティーリャフィート)でなければならない」と記された。
イベリア軌間はそれ以来20世紀の後半まで変わらず、「民主主義の六年間」（1868 - 1874年）の以前に法律の規定を継続した法定文書である1877年の一般鉄道法でも再確認された。当然のことながら、1855年の鉄道に関する一般法と同じ文言で再度記載されたが、1877年の一般鉄道法では第43条第1項で、「適用可能な軌間は一般に6カスティーリャフィートである」と記された。

### 最初の反応と修正
ヨーロッパ諸国のうち、ロシア帝国、イギリスアイルランド島、スペイン（ポルトガルは当初、標準軌を採用していた）、オランダ、バーデン大公国の5国が広軌の鉄道を敷設した。しかし、オランダ、バーデン大公国は、すぐに近隣諸国からの圧力により変更した。しかし、ロシアはその経済的可能性とその領土の広さにより、ヨーロッパの他の国からの独立を維持することができたので、軌間を変えることはなかった。そして、ポーランド、フィンランド、エストニア、ラトビア、リトアニアなどの地域に自国の軌間を普及させた。アイルランド島では、イギリス議会が制定した軌間統一法により、軌間は5フィート3インチ(1,600mm)に統一された。
20世紀に入り、イベリア軌間の鉄道が1万キロメートル以上建設された頃、鉄道工学による技術的特性に基づく強い批判が出始めた。この主張は、アルフォンソ13世に強く支持された。これは、他のヨーロッパ諸国との物流を容易にし、国境でスペイン製品の積み替えが必要であるという競争上の不利益を軽減するために標準軌を導入することを意図していたため、鉄道会社から激しい反発があった。おそらく財界の反対の結果により、スペイン国内の鉄道の軌間はイベリア軌間のままとなった。
1906年から1930年の間に起こった変化の試みに反して、フランコ独裁の時代に採用された鉄道政策では、鉄道路線の改軌は優先事項の1つとは見なされなかった。

### スペインとポルトガルの鉄道の軌間の変化
スペイン国内の鉄道のため設計し、法律によって規定されたイベリア軌間（6カスティーリャフィート= 1671.6mm）であったが、事業会社は、それを厳密に適用しなかった。鉄道建設の契約をしたイギリスの会社は、軌間を6カスティーリャフィートではなく、独自の測定単位に適合させ、最終的に5フィート6インチ（1674 mm）とした。
1955年には、スペイン国鉄（Renfe。レンフェ・オペラドーラ(Renfe Operadora) とADIF（スペイン鉄道インフラ管理機構）の前身）によって意図的な修正が実施された。理由は、ホイールフランジとレールの間の隙間、または「軌道の遊び（juego de vía）」を減らして、転がり状態を改善するためであり、それに関して、同年3月に「Reducción del juego de vía（軌道の遊びの削減）」というレポートがスペイン国鉄研究所が復興省によって発行された。1955年以降、軌間が1668mmに変更され、軌道のメンテナンス時に変更していった。例外は、バルセロナ地下鉄1号線であり、旧来の1674mmの軌間を維持している 。この変更により、1955年より前に適用された軌間は「古いイベリア軌間」と呼ばれ、後に使用されたものは単に「イベリア軌間」または「RENFEゲージ」とも呼ばれている。
ポルトガルは、リスボン - アセカ区間を標準軌（1435mm）で建設し、その後5ポルトガルフィート（1665mm）に改軌したが、1955年からスペインと同様のプロセスを経て現在の1668mmに改軌した。

### 20世紀後半から現在に至るまで
標準軌は、1930年には、すでにスペイン北部の大西洋沿岸部およびカタルーニャ公営鉄道のいくつかの路線に存在していた。20世紀の最後の10年間で、標準軌の鉄道建設がセビリアへの高速鉄道で始まった（Nuevo Acceso Ferroviario a Andalucía（略称：NAFA）は1992年に発足）、この軌間は、それ以降に建設されるすべての高速鉄道の路線に採用された。この決定により、フランスのTGVとは異なり、高速列車が従来の標準軌の路線網を経由するルートを走行できないという問題が発生したが、軌間変更システムで軽減された。
21世紀には、スペインの鉄道網の近代化を目指す一連の法案が提出され、その最初の法案である「鉄道インフラ計画」が2000年に発表された。
イベリアの鉄道に直接影響を与える対策は、第8次スペイン議会にて公共事業省が「インフラと交通の戦略計画」（2005年）と呼ばれる研究を準備した際に予想されていたが、この研究では、スペイン国内の在来線ネットワーク全体を、標準軌に適応させるための基礎を築くことが意図されていた。これらの措置により、スペイン政府は、欧州の他の鉄道網との相互運用性を確保し、欧州大陸の国々との貨物輸送を増加させることを目指している。しかし、現在の経済危機を考慮すると、これらの措置の適用が国庫負担の大きさを示す結果、段階的に行われるネットワークの変換が完了するのは2020年以降と推定されている。さらに、フランスとの国境を接するピレネー地域や、ポルトボウやアルヘシラスなど地理的な位置関係から経済的影響が大きい地域については、早期に作業を開始することがすでに明らかになっている。
さらに、2010年に開発省が「スペインにおける鉄道貨物輸送促進のための戦略的計画」を発表した。これには2005年の前回の提案の規定が含まれていたが、今回は鉄道の問題に焦点を当てているという特徴があった。しかし、本文では、イベリア軌間が非効率的なコストを発生させていると間接的に非難しているため、イベリア軌間を撤去するかのような印象を受けるが、その将来については深く踏み込んでいない。

### 批判

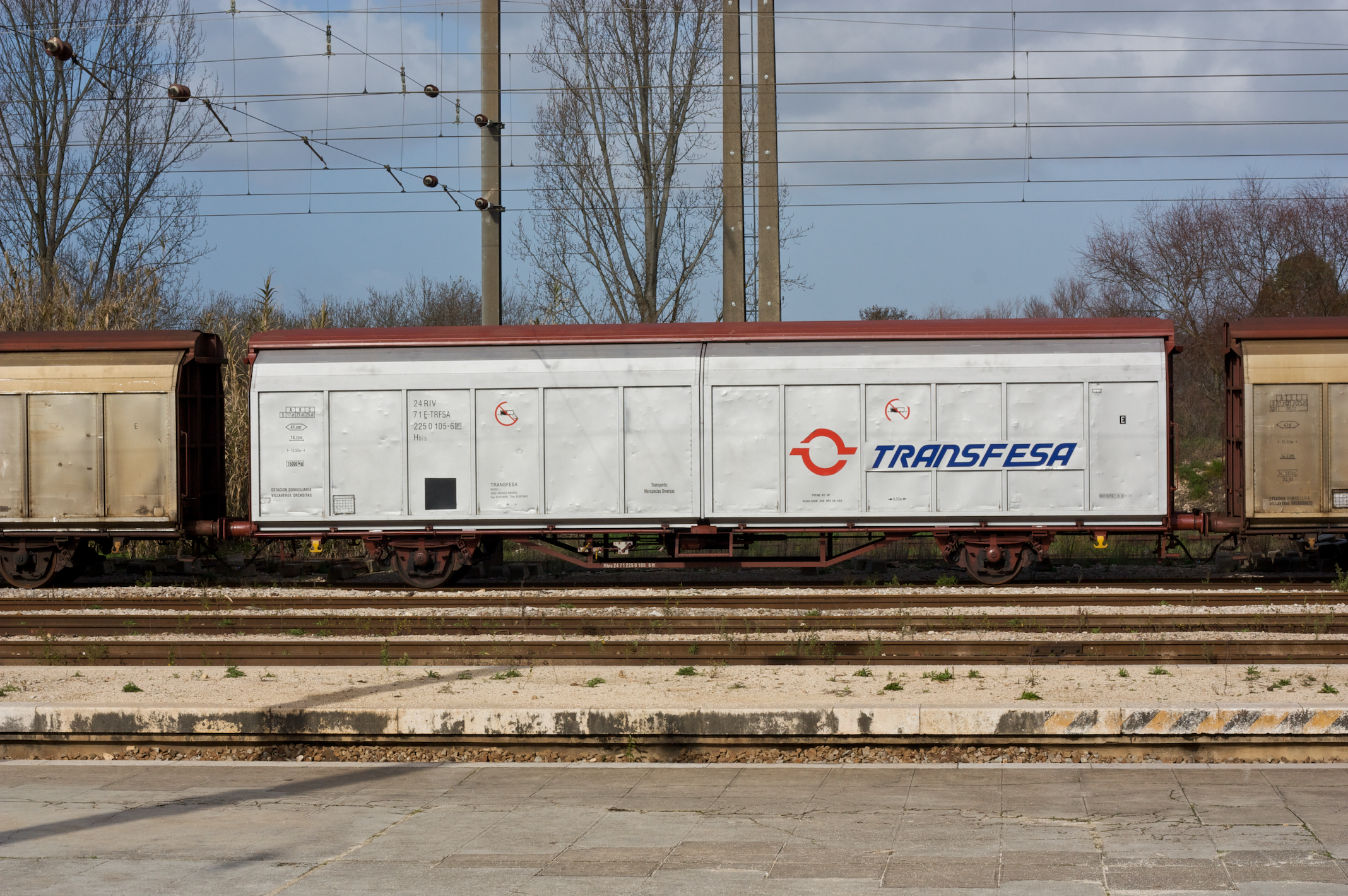
Transfesaが所有するワゴン。Alfarelos鉄道駅（ポルトガル）

現スペイン政府は、これらの施策は工事が完了すれば経済効果をもたらすと確信しているが、民間企業の立場はあまり前向きではない。この状況は、アルフォンソ13世がスペインの鉄道の改軌を提案した時を繰り返しているようである。
事業者は、乗客と商品の両方の輸送を改善することを意図している場合、商業の鉄道と旅客輸送用の1435mm軌間の新路線のために、200km/hの最高速度を実現することができる1668mm軌間の従来の路線ネットワークを維持するのが最善であり、標準軌に完全に適応することは間違いであると考えている。貨物列車はAVEよりもはるかに低速で走るので、貨物列車とAVEがともに恩恵を受ける。これらの考慮事項は、「鉄道貨物輸送の問題は線路の軌間ではなく、線路の空き容量がないことである」と述べたTransfesaのエミリアーノ・フェルナンデス社長の発言に反映されており、さらに「4年で4倍の貨物輸送量になるような十分な線路がある」と述べている。一方で、鉄道による欧州との相互乗り入れが困難であることに対しては、「この問題は軌間の変更で解決するのではなく、適切な信号システムを導入し、列車の運転手と指令室の間で共通言語を確立することで解決する」と述べている。
つまり、民間部門は、従来の鉄道の状態の良さに頼り、機能性ではなく選挙の票の動きに左右されることを批判し、スペインのイベリア軌間の路線を一部維持することを求めているのである（貨物輸送は旅客輸送よりも選挙の上の関心が低い）。

## 国際的な影響
ヨーロッパ大陸の諸国とは異なる軌間を採用するという決定は、スペインだけに留まらず国境を接する国々にもケースによって強弱の異なる影響を与えた。一方、ポルトガルは、スペインと陸続きだったこともあってか、隣国で採用される軌間を垣間見ようとする一方で、スペイン政府が二国間の路線をどのように扱うのかを心配していた。

### フランス

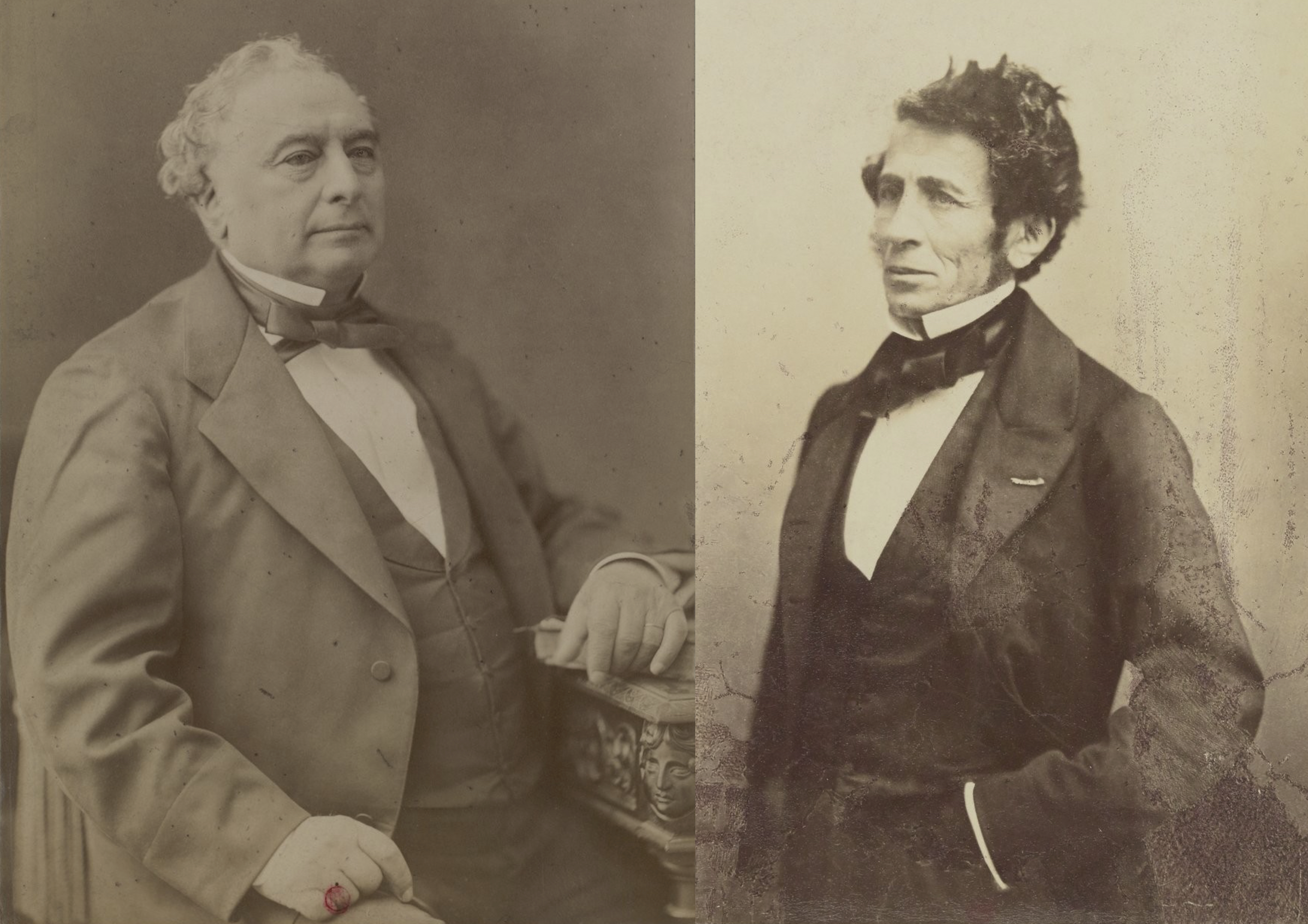
ペレール兄弟、アイザック（左）とエミール（右）

フランスは実質的に自国内で標準軌を採用していたが、スペインにも導入を迫ることはなかった。フランス政府は，将来の鉄道による国境接続を視野に入れて，フランスと同じ軌間を採用することの有用性について勧告したが、その勧告は強いものではなかった。スペイン政府は、そのようなフランスからの圧力にもかかわらず、1855年に代議院で1.67mの軌間を全会一致で承認した。
ペレール兄弟やロスチャイルド家のような有力なフランスの富豪が、1856年にスペインの鉄道ネットワークの大規模路線の建設を引き受けたときに、標準軌の採用を勧めなかった。
しかし、この無関心さはマスコミには共有されていなかった。バイヨンヌの新聞「Le Messager」では、フランスの鉄道と異なる軌間を採用するという決定が「不条理で不便」と表現したのは特筆に値する。これらの宣言は、フランスで発表されて間もなくスペインに届き、6カスティーリャフィートを支持するものと反対するものという2つの対立するジャーナリズムの流れを浮き彫りにした。
このように、スペインが別の軌間の確立に関心がなかったのは、鉄道が担う役割についての当時の考えによる。つまり、鉄道という輸送手段は国内輸送に限定された手段であり、国際貿易では海上輸送が覇権的な輸送手段であり続けると考えられていたのである。

### ポルトガル

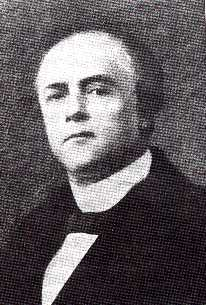
ホセ・デ・サラマンカ・イ・マヨル

マリア2世の治世中に、ポルトガルの鉄道計画の最初の文書が作成された。これらの記述からは、リスボンとスペインの国境、そしてスペインを経由してヨーロッパ大陸の中心部を結ぶ線路の建設が優先されていたことが読み取れる。
1844年には、ポルトガル共和国政府が設立され、政治的な動揺と困難の中で、ポルトガルの首都とエントロンカメントを結ぶ最初の鉄道計画を実行した。
鉄道建設の指針となる最初の技術的・行政的条件が確立されたのは、1852年であった。標準軌（1435mm）をポルトガルの鉄道に適用することが決定したのはその時で、結局は複数の問題を引き起こしていた。また、1852年には、最初の建設は、ポルトガルのカミンホス・デ・フェロ社（Companhía Central e Peninsular dos Caminhos de Ferro em Portugal）に割り当てられ、公共事業のコンペで選ばれた後、いくつかの外国の提案が競い合った（そのうちの1つは、フアン・アルバレス・メンディザバル（Juan Álvarez Mendizábal）が代表を務めた）。このようにして鉄道工事が開始され、1856年10月28日には、リスボン・カレガド線が開通し、最初の成果をあげた。
しかし、コンセッション会社が委託された仕事を遂行するペースが遅かったため、ポルトガル政府は1857年に契約を打ち切ることになった。そして、ポルトガル政府はエンジニアであるジョアン・クリソストモ・アブレウ・エ・ソウザを通じて、数年間の建設業務の管理を引き継ぎ、1859年にホセ・デ・サラマンカを仮雇いすることを決定した。彼の雇用はショックとして機能し、工事のペースは遅れぎみから俊足になり、ホセ・デ・サラマンカがリンハ・ド・レステとリンハ・ド・ノルテの建設を決定的に認めた主な原因となった劇的な変化であった。
1860年6月20日、ホセ・デ・サラマンカは、カミンホス・デ・フェロ・ポルトゥゲーゼス社を設立し、スペイン人とフランス人の優れた技術者を使って、その後5年間で託された路線を完成させた。さらに、彼の主導で、鉄道で両国を相互接続するために、標準軌からスペインで実施されたものと同様に、5ポルトガルフィート（1665ミリメートル）に変換された。軌間の変更が行われている間、すでに建設されている68kmの軌道（リスボン-アセカ）は影響を受けていたが、鉄道交通を中断させる必要はなかったことは留意すべきである。

## 相互運用のための技術的解決

線路の軌間が異なるため、フランスとスペイン間の鉄道輸送は重大な問題を抱えていた。この問題は、1969年に軌間可変が実用されてから軽減された

軌間の違いが生み出したスペイン国内外との鉄道の境界を解消するために、問題の緩和を目的とした行動が、さまざまな時期と場所で試みられた。今のところ、どのような状況でも普遍的に有効な解決策は見当たらず、状況に応じてそれぞれ別の方法を使い分けて対応している。これこそが、最良の解決法が利用可能な技術の組み合わせで構成されていると言われている理由である。その問題に対する解決策は主に3項目ある。
- 複雑な技術メカニズムの導入が実現できない場合、旅客の乗り換え、貨物の積み替えを改善し、容易にする。
- 場合によっては、2種類の軌間の列車が同じ線路を走るために、3本、あるいは4本のレールを使用した（三線軌条）。この解決策は長い間、一部の路線（特に国境地帯、作業場、港など）で適用されてきたが、スペインに標準軌が導入されてからは、スペイン国内を通る旅客線に適用されるようになった。
- 車両の車軸変更、台車の交換などの新システムが採用され、列車や車両の一部が軌間を変更することができるようになった（軌間可変）。最終的に最も効果があることがわかったのは、この解決策であった。

### 乗り換え
長い間、スペインからフランスへの移動には国境で乗り換えるしかなかったため、国境を越えた移動は非常に不便であり、人々が移動手段として鉄道を利用することを躊躇していた。その後、客車の台車交換による直通運転が始まり、乗客は車両を乗り換える必要がなくなった。これは時間のかかる手間のかかる作業であったが、乗客が乗り換えるよりも無駄な時間はなく、快適さも増した。
今日では、ピレネー山脈の両端にある2つの主要な国境通過地点には、それぞれの通過地点の両側に2つの駅（イルン駅（スペイン）/ アンダイエ駅（フランス）とポルトボウ駅（スペイン）/セルベール駅（フランス））があり、大量の貨物輸送に特化した大規模な施設がある。

### 三線軌条

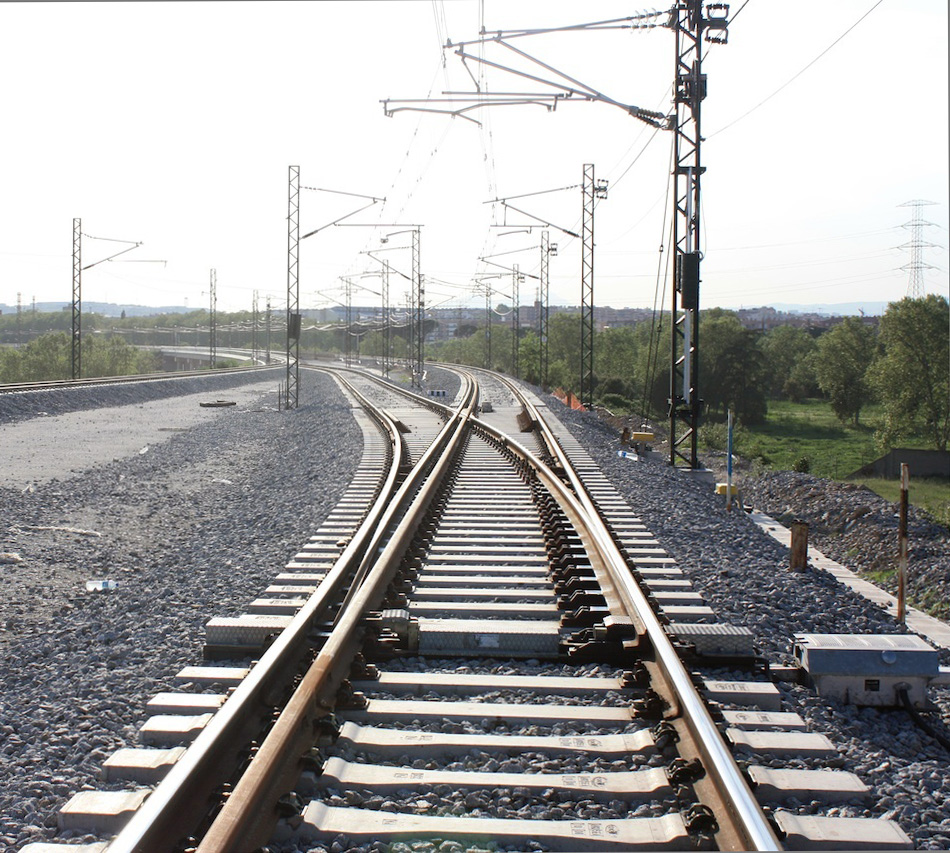
バルセロナ（スペイン）の郊外にある三線軌条

標準軌およびイベリア軌間の両方の列車の通行を可能にするため三線軌条が導入された。フランスとの国境地域に限定されていた。特定の操車場と港の貨物施設で採用されている。

### 軌間可変
列車を停止せずに数分で車軸を移動させて軌間を変更する方法は、従来のイベリア軌間の路線を維持しつつ、それ以外の軌間と組み合わせることができるため、効率性が大きく改善した。

## イベリア半島の軌間

### スペイン
今日スペインでは計7種類の軌間が存在しており、この多様性は歴史的、地理的、さらには乗客の基準に対応している。イベリア軌間の鉄道ネットワークと標準軌の鉄道ネットワークとの場合と同様に、異なる鉄道ネットワーク間の相互作用がある。これらは、軌間変更を介して多数のポイントで接続されている。
| 名称             | 軌間 (mm)     | 鉄道網 | 画像 |
| ---------------- | ------------- | --- | ---- |
| 古いイベリア軌間 | 1672 mm       | バルセロナ地下鉄1号線 |      |
| イベリア軌間     | 1668mm        | アディフの在来線、オレンセ・サンティアゴ・デ・コンポステーラ高速線でも一時的にこの軌間で運行されていた |      |
| 混合軌間         | 1668mm/1435mm | オルメドメディナデルカンポテスト線、タルディエンタウエスカ線、LGVペルピニャン-フィゲラス線の間の一部の区間 |      |
| マドリード軌間   | 1445mm        | マドリード地下鉄とマドリードライトレールで採用。世界的に、それはマドリードでのみ利用され、その起源は全廃したトラムネットワークである。おそらく、イギリスの帝国単位を変換した際に10mmの誤差が生じたものと思われる。                                                                                                |      |
| 標準軌           | 1435mm        | 高速路線、マドリードライトレール、カタルーニャ公営鉄道（バルセロナ - バレスオクシデンタル）、ムルシア・トラム、サラゴサ・トラム、バルセロナ地下鉄（1路線と8路線を除く）、セビリア、マラガ・メトロ、グラナダ・メトロ。ラングレオ鉄道のようなかつてスペイン狭軌鉄道が管理し、後でメータゲージに改軌された一部の路線 |      |
| メーターゲージ   | 1000mm        | スペイン狭軌鉄道、カタルーニャ公営鉄道とモンセラット登山鉄道、バレンシア公営鉄道、マヨルカ鉄道、メトロ・ビルバオ、バスク鉄道、メトロ・ドノスティアルデア、セルカニアス マドリードのC-9号線。 |      |
| 3フィート軌間    | 914mm         | ソーリェル鉄道、ポートアベンチュラ鉄道 |      |
| 600mm軌間        | 600mm         | ラポブラデリエとアスランドセメント博物館を結ぶアルトリョブレガート観光鉄道。「セメントトレイン」としても知られる。 |      |

### ポルトガル
隣国のスペインの鉄道が前述の軌間を採択した結果、ポルトガルは、スペインとの鉄道輸送のためにスペインと同じ軌間を採用した。